# Steppenwolf
Steppenwolf je kanadski hard rock sastav iz 1960-ih i 1970-ih godina 20. stoljeća koji se proslavio pjesmama "Born to Be Wild" i "Magic Carpet Ride". Sastav je dobio ime po romanu "Stepski vuk" njemačkog književnika Hermana Hessea i to zahvaljujući činjenici da je frontmen skupine, John Kay, bio njemačkog podrijetla.

## Članovi

### Sadašnji članovi
- John Kay – vokal, gitara (1967. – 1972.; 1974. – 1976.; 1980.–danas)
- Michael Wilk – klavijature (1982.–danas)
- Gary Link – bas (1982. – 1984.; 2009.–danas)
- Ron Hurst – bubnjevi (1984.–danas)
- Danny Johnson – gitara, prateći vokal (1996.–danas)

## Diskografija

### Studijski albumi

#### Steppenwolf
- Steppenwolf (1968)
- The Second (1968)
- At Your Birthday Party (1969)
- Monster (1969)
- Steppenwolf 7 (1970)
- For Ladies Only (1971)
- Slow Flux (1974)
- Hour of the Wolf (1975)
- Skullduggery (1976)

#### John Kay and Steppenwolf
- Wolftracks (1982)
- Paradox (1984)
- Rock & Roll Rebels (1987)
- Rise & Shine (1990)